# Pseudocalotes larutensis
Pseudocalotes larutensis là một loài thằn lằn trong họ Agamidae. Loài này được Hallermann & Mcguire mô tả khoa học đầu tiên năm 2001.